# 6578 Zapesotskij
6578 Zapesotskij eller 1980 TQ14 är en asteroid i huvudbältet som upptäcktes den 13 oktober 1980 av den ryska astronomen Tamara Smirnova vid Krims astrofysiska observatorium på Krim. Den har fått sitt namn efter Aleksandr S. Zapesotskii.
Asteroiden har en diameter på ungefär 7 kilometer och den tillhör asteroidgruppen Nysa.